# GJ 1214
GJ 1214 – gwiazda w gwiazdozbiorze Wężownika. Znajduje się w odległości około 48 lat świetlnych od Słońca. Ma układ planetarny.

## Nazwa
Gwiazda ma nazwę własną Orkaria, która została wybrana w konkursie NameExoWorlds zorganizowanym w 2022 roku przez Międzynarodową Unię Astronomiczną. Nazwa ta w języku masajskim oznacza czerwoną ochrę, używaną przez Masajów w ceremoniach i nawiązuje do barwy gwiazdy. Spośród nadesłanych propozycji zwyciężyła nazwa Orkaria dla gwiazdy i Enaiposha dla planety.

## Charakterystyka
Jest to czerwony karzeł, gwiazda ciągu głównego o typie widmowym M4,5. Ma temperaturę ok. 3030 K, masę równą 15% masy Słońca i promień 0,22 promienia Słońca.

## Układ planetarny
W 2009 roku odkryta została planeta pozasłoneczna okrążająca GJ 1214. Obiekt oznaczony GJ 1214 b to planeta o masie ponad 8 mas Ziemi, krążąca po ciasnej orbicie i tranzytująca przed tarczą gwiazdy. Jest to jeden z mini-Neptunów, których odległość umożliwia badania widma planety przez Kosmiczny Teleskop Jamesa Webba. W 2023 roku opublikowano wyniki tych obserwacji, które wykazały obecność aerozoli w wysokiej atmosferze planety. Temperatura jasnej, dziennej strony to 533 ± 9 K, a po nocnej stronie jest to 437 ± 19 K.
Nie wiadomo, czy jest to jedyna planeta okrążająca tę gwiazdę; obserwacje wykluczają obecność planet o masie ponad 3 M🜨 na orbitach o okresie poniżej 10 dni, oraz planet o masie ponad 5  w ekosferze.
| Towarzysz | Masa [M🜨]   | Promień [R🜨]       | Okres orbitalny [d]   | Półoś wielka [au] | Ekscentryczność             |
| b         | 8,17 ± 0,43 | 2,742 +0,005−0,053 | 1,580404497 ± 3 ×10−8 | 0,01411 ± 0,00032 | <0,063 (poziom ufności 95%) |